# Стойков, Йордан
Йордан Иванов Стойков (болг. Йордан Иванов Стойков; 6 ноября, 1951, София) — болгарский футболист и тренер.

## Карьера
Будучи футболистом, почти всю свою карьеру провел софийском «Локомотиве». Вместе с ним Стойков становился чемпионом и обладателем Кубка Болгарии. Вызывался в расположение молодежной и основной сборной страны, за которую провел девять матчей.
В качестве наставника работал с юниорской сборной Болгарии, а затем в течение долгих лет руководил различными африканскими и азиатскими командами. В разные годы Йордан Стойков дважды руководил сборной Мальдив. Последним местом работы Стойкова стал болгарский клуб «Царско село». С февраля по март 2022 года он помогал в нём итальянскому специалисту Андреа Сассарини.

## Достижения

### Футболиста
- Чемпион Болгарии (1): 1978.
- Обладатель Кубка Болгарии (1): 19821
- Финалист Кубка Болгарии (2): 1975, 1977.

### Тренера
- Чемпион Брунея (1): 2002.
- Обладатель Кубка Ливии (1): 1991/92.
- Обладатель Кубка Мальдив (1): 2004/05.